# Márcio Rezende
Márcio Rezende de Freitas (Coronel Fabriciano, 22 de dezembro de 1960) é um ex-árbitro de futebol brasileiro.
Em 2005, envolveu-se em grande polêmica (confirmada perante Ministério Público) que beneficiou o Corinthians e retirou o título do Internacional de Porto Alegre. Ainda assim, foi o árbitro brasileiro mais bem colocado no ranking da Fifa. Teve presença na Copa do Mundo FIFA de 1998 e nos Jogos Olímpicos. Entre 2006 e 2020, foi comentarista de arbitragem da Globo Minas.
Atualmente é comentarista de arbitragem da Rádio Itatiaia em Minas Gerais.

## Vida pessoal
Márcio Rezende de Freitas nasceu no município brasileiro de Coronel Fabriciano, no interior do estado de Minas Gerais, porém foi criado na cidade vizinha Timóteo. Formou-se em ciências econômicas com pós-graduação em marketing esportivo e já foi secretário de Fazenda de Timóteo.

## Principais participações

### Jogos Olímpicos de 1992 - Espanha
Freitas apitou três partidas de futebol nos Jogos Olímpicos de Verão de 1992.
A saber:
- Espanha 2 x 0 Egito (Grupo B, em 27 de julho de 1992 - Estádio de Mestalla, Valência);
- Espanha 1 x 0 Itália (Quartas-de-final, em 1 de agosto de 1992 - Estádio de Mestalla, Valência);
- Polônia 6 x 1 Austrália (Semi-final, em 5 de agosto de 1992 - Camp Nou, Barcelona).

### Na Copa do Mundo FIFA 1998 na França
- França 3 x 0 África do Sul (Grupo C em 12 de junho - Stade Vélodrome, Marselha);
- Bélgica 1 x 1 Coréia do Sul (Grupo E em 25 de junho de 1998 - Parc des Princes, Paris).

### Copa Américade 2004
Márcio Rezende de Freitas também participou da 41ª edição do principal torneio entre seleções organizado pela Confederação Sul-Americana de Futebol (CONMEBOL). 
Os dois jogos arbitrados por ele foram:
- Venezuela 0 x 1 Colômbia (Grupo A, em 6 de julho- Estádio Nacional do Peru, Lima), sendo auxiliado pelo brasileiro Leonardo Aristeu Tavares (1º Assistente), pelo uruguaio Pablo Fandiño (2º Assistente) e pelo uruguaio Gustavo Méndez (Quarto Árbitro);
- Argentina 0 x 1 México (Brupo B, em 10 de julho- Estádio Elías Aguirre, Chiclayo), sendo auxiliado pelo brasileiro Leonardo Aristeu Tavares (1º Assistente), pelo paraguaio Nelson Cano (2º Assistente) e pelo paraguaio Carlos Amarilla (Quarto Árbitro).

## Polêmicas

### Santos x Botafogo - Final do Campeonato Brasileiro de 1995
Na partida entre Santos e Botafogo, na final do Campeonato Brasileiro de Futebol de 1995, Márcio validou um gol impedido de Túlio Maravilha do Botafogo, e anulou um gol legal de Camanducaia, do Santos, determinando o empate na partida e o título ao Botafogo. O gol do Santos, de Marcelo Passos, também foi irregular, pois originou-se de um lance em que o lateral santista Capixaba conduziu a bola com a mão.

### Juventude x Botafogo - Final da Copa do Brasil de 1999
Na primeira partida entre Juventude e Botafogo, na final da Copa do Brasil de 1999, Márcio anulou dois gols de Rodrigo do Botafogo, alegando falta no primeiro lance e impedimento no segundo, ambos inexistentes. O placar de 2x1 permitiu ao Juventude se sagrar campeão com um empate na segunda partida.

### Internacional x Corinthians - Returno do Campeonato Brasileiro de 2005
No jogo decisivo do Campeonato Brasileiro de Futebol de 2005, ocorreu um lance polêmico protagonizado por Márcio Rezende. Um pênalti claro não marcado para o Internacional que poderia influenciar no resultado da partida contra o Corinthians. O goleiro do Corinthians, Fábio Costa, saiu do gol para dividir a bola com Tinga do Internacional e, após se cruzarem, o volante caiu no gramado, sendo injustamente expulso por simulação. Em entrevistas posteriores, Tinga afirma ter sofrido a penalidade. Algum tempo depois, Fábio Costa afirmou que o pênalti deveria ter sido marcado. No entanto, Rezende não anotou o pênalti e em seguida expulsou o jogador do Internacional. Por muito, o lance foi debatido. O placar final de 1 a 1 permitiu que o Corinthians permanecesse na liderança até a última rodada do Campeonato, e sagrar-se como tetracampeão brasileiro de futebol.